# Maior (grad militar)

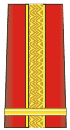
Însemnul de maior în Armata Română.

Termenul de maior reprezintă denumirea unui grad militar inferior gradului de locotenent-colonel și superior celui de căpitan.
Ca însemn al epoleților, în Armata română, este reprezentat printr-o tresă perpendiculară pe o dungă aurie mai groasă, numită galon.